# رون جورج (لاعب كرة قدم أمريكية)
رون جورج (بالإنجليزية: Ron George)‏ هو لاعب كرة قدم أمريكية أمريكي، ولد في 20 مارس 1970 في هايدلبرغ في ألمانيا.

## وصلات خارجية
- رون جورج على موقع مرجع كرة القدم المحترفة.كوم (الإنجليزية)